# Can Jan Benejam
Can Jan Benejam és una obra amb elements gòtics i renaixentistes de Fontcoberta (Pla de l'Estany) protegida com a Bé Cultural d'Interès Local.

## Descripció
Edifici de planta quadrangular amb diverses crugies paral·leles. En planta baixa presenta diferents arcs de mig punt que perforen els murs estructurals. Al vestíbul d'accés hi ha una escala de pedra i una portalada interior del mateix material. Hi ha un porxo a l'accés i l'edifici té tres portes d'accés. Una a la façana est, la més antiga, que té una fàbrica de carreus ben tallats, la façana del carrer té dos finestrals renaixentistes.

## Història
Segons Coromines i Marqués aquesta casa, anomenada Can Jan Benejam, abans Mas Guau, hauria estat residència l'any 1462, d'en Joan Benejam, remença que va acudir a ajudar a la Reina Juana Enriquez, situada a Girona amb el seu fill Ferran, rebent l'any 1481 el privilegi de generositat.